# Serwaa Annin
Serwaa Annin foi uma política ganense na primeira república. Ela foi membro do parlamento pelo eleitorado de Ashanti-Akim de 1965 a 1966.